# 拘役
拘役在法律中指比有期徒刑期間短、用來處罰情節輕微的犯罪的自由刑，不同於行政罰的拘留。

## 中華民國刑法
依據《中華民國刑法》第33條，拘役是主刑的一種，期間是1日以上、60日未滿；但遇有加重時，得加至120日。《中華民國刑法》對於拘役的其他重要規定有：
- 第35條（主刑之重輕標準）：拘役比死刑及監禁輕，比罰金重。
- 第41條（易科罰金）：犯最重本刑為五年以下有期徒刑以下之刑之罪，而受六個月以下有期徒刑或拘役之宣告，因身體、教育、職業、家庭之關係或其他正當事由，執行顯有困難者，得易科罰金。但確因不執行所宣告之刑，難收矯正之效，或難以維持法秩序者，不在此限。
  - 2006年之前，易科罰金是以新臺幣300元至900元折算一日。2006年7月1日施行最新版刑法時，改成以新臺幣1,000元、2,000元或3,000元折算一日。詳情見罰金#中華民國刑法第41條易科罰金及第42條易服勞役折算率的沿革。
- 第43條（易以訓誡）：受拘役或罰金之宣告，而犯罪動機在公益或道義上顯可宥恕者，得易以訓誡。
- 第46條（羈押日數之折抵）：裁判確定前羈押之日數，以一日抵有期徒刑或拘役一日。
- 第51條（數罪併罰之方法）：宣告多數拘役者，於各刑中之最長期以上、各刑合併之刑期以下，定其刑期，但不得逾4個月（2006年7月1日起改成不得逾120日）。
- 第68條（拘役之加減例）：拘役加減者，僅加減其最高度。

## 中華人民共和國刑法
在中华人民共和国，拘役也是一种短期自由刑。期限为一个月以上、6个月以下，数罪并罚时最高不能超过1年。拘役的刑期从判决执行之日起计算，判决执行以前先行羁押的，羁押1日折抵刑期1日。执行机关为公安机关。犯罪人每月可以回家1-2日；参加劳动的，可以酌量发给报酬。实际上，由于拘役的期限短，一般都是在判决前羁押的看守所内完成刑期。另外，依据《中华人民共和国刑事诉讼法》，应判处拘役的犯罪嫌疑人是不能被批准逮捕的，一般是在刑事拘留期间直接提请公诉；或者对应判处拘役的犯罪嫌疑人取保候审，如果法院刑事审判对取保候审状态的被告人判决拘役，则直接收监执行。